# Apodemus hyrcanicus
Apodemus hyrcanicus é uma espécie de roedor da família Muridae.
Apenas pode ser encontrada no Azerbeijão.